# Bruchophagus capitaticornis
Bruchophagus capitaticornis är en stekelart som först beskrevs av Girault 1924.  Bruchophagus capitaticornis ingår i släktet Bruchophagus och familjen kragglanssteklar. Inga underarter finns listade.